# 屋比久翔平
屋比久 翔平（やびく しょうへい、1995年1月4日 - ）は、沖縄県出身のレスリンググレコローマンスタイルの選手。階級は77kg級。

## 来歴
沖縄県名護市生まれ。1989年、1991年の全日本レスリング選手権大会の覇者で、1989年のレスリング世界選手権日本代表でもあった父・屋比久保と、1986年の国民体育大会でやり投の日本高校新記録（当時）を樹立した母・渡久山直美の間に生まれる。父・保の影響を受け小学4年生からレスリングを本格的に始める。
宜野湾市立嘉数中学校、沖縄県立浦添工業高等学校、日本体育大学を経て日本体育大学大学院修士課程修了。修了後は綜合警備保障（ALSOK）に所属する。2015年、全日本レスリング選手権で初優勝。さらに2017年から3年連続でレスリング世界選手権に出場した。2018年にはジャカルタ・アジア競技大会のレスリング競技・男子グレコローマン77kg級に出場し、5位入賞。
2021年の東京オリンピック・アジア予選で銀メダルを獲得し、オリンピック出場権を得た。2020年東京オリンピックのレスリング競技・男子グレコローマンスタイル77kg級では2回戦でハンガリーのタマシュ・レーリンツに破れたが、レーリンツが決勝に進出したため3位決定戦に進出した。3位決定戦では2018年レスリングアジア選手権の覇者であるイランのモハンマダリ・ゲラエイに勝利し銅メダルを獲得した。沖縄県出身の選手がオリンピックでメダルを獲得するのは1992年バルセロナオリンピック体操男子団体で銅メダルを獲得した知念孝以来29年ぶりとなった。